# Helmut Haller
Helmut Haller (Augusta, 21 luglio 1939 – Augusta, 11 ottobre 2012) è stato un calciatore tedesco, di ruolo centrocampista o attaccante.

## Biografia
In gioventù lavorò come camionista ad Augusta, ed esercitò la stessa attività anche durante i primi anni di calcio professionistico; buona parte della sua carriera si svolse in Italia.
Di carattere estroverso, era definito un tedesco "atipico" poiché amante del divertimento e della vita notturna; nel marzo del 1972, durante la militanza nella Juventus, fu escluso dalla squadra titolare prima di un derby (poi perso) dal dirigente Italo Allodi come conseguenza di una serata in un night di Wolverhampton, dopo una gara di Coppa UEFA.
Suo nipote, Christian Hochstätter, ha giocato per il Borussia M'gladbach e per la Germania Ovest.
Il 26 dicembre 2006 ha sofferto di un serio attacco cardiaco che è stato seguito da un progressivo declino delle sue condizioni di salute. È morto l'11 ottobre 2012 all'età di 73 anni; in suo onore la Germania ha giocato la partita di Dublino contro l'Irlanda con il lutto al braccio.

## Caratteristiche tecniche
Impiegato soprattutto come trequartista o ala, viene ricordato come uno dei migliori nel suo ruolo degli anni 60 nonché tra i migliori giocatori che abbiano indossato la maglia del Bologna; notevoli erano anche le sue capacità di dribbling, finalizzazione e carisma.
Era particolarmente apprezzato per la sua fantasia e per gli assist ai compagni d'attacco. Diceva di lui Fulvio Bernardini, che lo allenò a Bologna: «Era capace di creare possibilità eccezionali, inventare passaggi stupendi per un compagno che gli andava a genio».
Centrale per la maggior parte della sua carriera, fu spostato a destra dall'allenatore Čestmír Vycpálek durante la militanza nella Juventus, andando a formare un valido trio di centrocampisti offensivi con Franco Causio e Antonello Cuccureddu.

## Carriera

### Club

#### Augusta e Bologna

Haller con la maglia scudettata del Bologna nell'annata 1964-1965

Iniziò la carriera nelle giovanili dell'Augusta, la squadra della sua città natale, e approdò in prima squadra nel 1957; vi restò per cinque anni, fino al 1962, quando venne segnalato al Bologna dall'ex calciatore rossoblù Raffaele Sansone; fu lo stesso presidente felsineo Renato Dall'Ara a recarsi nell'allora Germania Ovest per portare a termine le trattative, avendolo ritenuto più completo di Omar Sívori: «Vale tre volte Sívori, perché Sívori ha il sinistro, Haller ha due piedi. E poi ha un presidente come me». Il suo acquistò costò 750.000 marchi.
Si rivelò utile al gioco offensivo dell'allenatore Bernardini per la bravura nel lavoro di rifinitura per gli attaccanti, l'italiano Ezio Pascutti e il danese Harald Nielsen; questo ultimo, durante la militanza in rossoblù, vinse per due stagioni consecutive (1962-1963 e 1963-1964) il titolo di capocannoniere. In sei anni passati nelle file della società petroniana disputò quasi 200 partite, mettendo a segno 48 gol; nel 1964 il Bologna vinse allo spareggio contro l'Inter il suo primo e unico scudetto del secondo dopoguerra, cui Haller contribuì con 7 reti. Negli anni successivi il Bologna declinò e, in particolare, l'intesa tra il tedesco e Nielsen venne meno, anche a causa di contrasti personali tra i due.

#### Juventus e ritorno all'Augusta

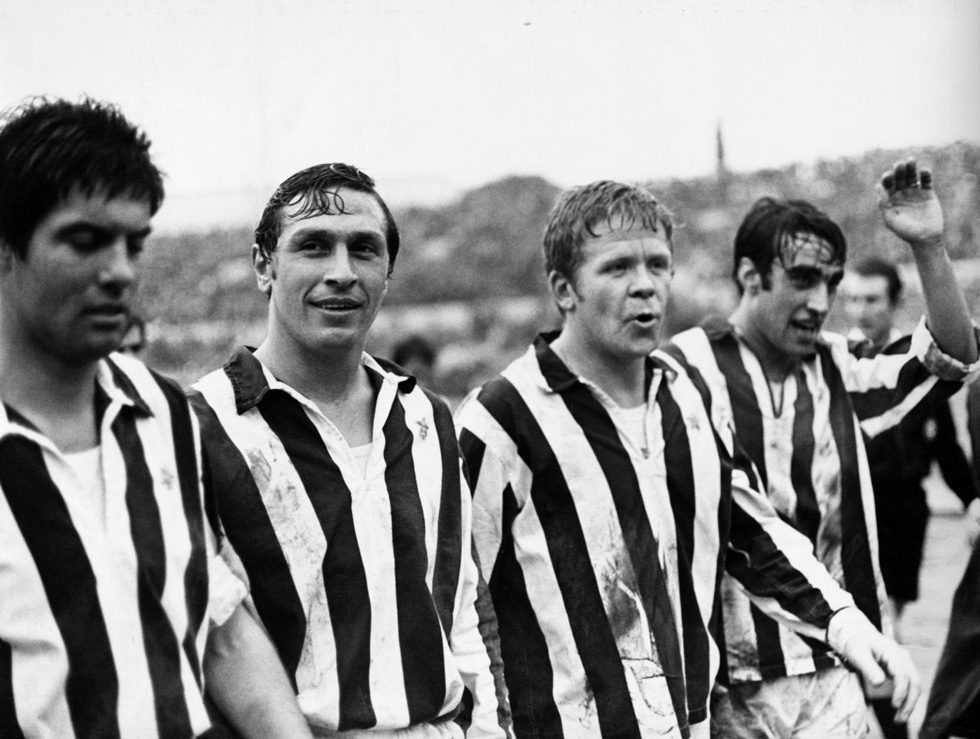
Da sinistra: gli juventini Salvadore, Leonardi, Haller e Anastasi escono dal campo al termine della vittoriosa trasferta di Roma del 28 dicembre 1969 (3-0)

Nel 1968 passò alla Juventus, nell'ambito di un'ambiziosa campagna acquisti voluta dal presidente bianconero Vittore Catella; da regista offensivo, a Torino dedicò il suo lavoro di rifinitura a Pietro Anastasi e Roberto Bettega. Con la squadra piemontese vinse altri due scudetti (1972 e 1973) e disputò le finali di Coppa delle Fiere, persa nel 1971 col Leeds Utd per la regola dei gol in trasferta, e di Coppa dei Campioni, persa nel 1973 contro l'Ajax di Johan Cruijff, nella quale il tedesco subentrò a Bettega al 49'. Al termine della stagione fece ritorno in patria.
Ripartì così dall'Augusta restandovi fino al ritiro, avvenuto nel 1979, fatta eccezione per una piccola parentesi con lo Schwenningen tra il 1976 e il 1978.

### Nazionale
Fece il suo debutto internazionale con la Germania Ovest a 19 anni, nel 1958. Quattro anni dopo prese parte al suo primo Mondiale, quello di Cile 1962; la nazionale tedesca passò il girone battendo i rivali dell'Italia, i padroni di casa del Cile e la Svizzera, ma venne eliminata ai quarti di finale dalla Jugoslavia.
Quattro anni dopo la Germania Ovest, con un centrocampo formato da Haller, Wolfgang Overath e Franz Beckenbauer, si presentò al Mondiale di Inghilterra 1966 dove riuscì a raggiungere la finale contro i padroni di casa dell'Inghilterra; la partita terminò 4-2 per gli inglesi, ma Haller segnò la prima rete dell'incontro e, con i suoi sei gol totali, arrivò secondo nella classifica marcatori dietro al portoghese Eusébio.
Venne convocato anche per i Mondiali di Messico 1970, ma a causa di problemi fisici giocò solo la partita del primo turno contro il Marocco, dove venne sostituito da Jürgen Grabowski; la Germania Ovest concluse quell'edizione del torneo al terzo posto.
In totale ha giocato 33 partite in nazionale, segnando 13 reti.

## Statistiche

### Presenze e reti nei club
| Stagione        | Squadra         | Campionato      | Campionato | Campionato | Coppe nazionali | Coppe nazionali | Coppe nazionali | Coppe continentali | Coppe continentali | Coppe continentali | Altre coppe | Altre coppe | Altre coppe | Totale | Totale |
| Stagione        | Squadra         | Comp            | Pres       | Reti       | Comp            | Pres            | Reti            | Comp               | Pres               | Reti               | Comp        | Pres        | Reti        | Pres   | Reti   |
| --------------- | --------------- | --------------- | ---------- | ---------- | --------------- | --------------- | --------------- | ------------------ | ------------------ | ------------------ | ----------- | ----------- | ----------- | ------ | ------ |
| 1957-1958       | Augusta         | 1L              | 30         | 5          | -               | -               | -               | -                  | -                  | -                  | -           | -           | -           | 30     | 5      |
| 1958-1959       | Augusta         | 1L              | 29         | 9          | -               | -               | -               | -                  | -                  | -                  | -           | -           | -           | 29     | 9      |
| 1959-1960       | Augusta         | 2L              | ?          | ?          | -               | -               | -               | -                  | -                  | -                  | -           | -           | -           | ?      | ?      |
| 1960-1961       | Augusta         | 2L              | ?          | ?          | -               | -               | -               | -                  | -                  | -                  | -           | -           | -           | ?      | ?      |
| 1961-1962       | Augusta         | 1L              | 26         | 10         | -               | -               | -               | -                  | -                  | -                  | -           | -           | -           | 26     | 10     |
| 1962-1963       | Bologna         | A               | 34         | 8          | CI              | 2               | 1               | CM                 | 2                  | 1                  | -           | -           | -           | 38     | 10     |
| 1963-1964       | Bologna         | A               | 34+1       | 7          | CI              | 1               | 1               | CM                 | 0                  | 0                  | -           | -           | -           | 36     | 8      |
| 1964-1965       | Bologna         | A               | 30         | 11         | CI              | 0               | 0               | CC                 | 3                  | 0                  | -           | -           | -           | 33     | 11     |
| 1965-1966       | Bologna         | A               | 31         | 12         | CI              | 1               | 0               | -                  | -                  | -                  | -           | -           | -           | 32     | 12     |
| 1966-1967       | Bologna         | A               | 29         | 9          | CI              | 0               | 0               | CdF                | 8                  | 5                  | -           | -           | -           | 37     | 14     |
| 1967-1968       | Bologna         | A               | 21         | 1          | CI              | 3               | 1               | CdF                | 8                  | 1                  | -           | -           | -           | 32     | 3      |
| Totale Bologna  | Totale Bologna  | Totale Bologna  | 179+1      | 48         |                 | 7               | 3               |                    | 21                 | 7                  |             | -           | -           | 208    | 58     |
| 1968-1969       | Juventus        | A               | 25         | 6          | CI              | 2               | 0               | CU                 | 2                  | 0                  | -           | -           | -           | 29     | 6      |
| 1969-1970       | Juventus        | A               | 27         | 3          | CI              | 3               | 1               | CU                 | 3                  | 0                  | -           | -           | -           | 33     | 4      |
| 1970-1971       | Juventus        | A               | 23         | 5          | CI              | 3               | 0               | CU                 | 9                  | 2                  | TP          | 3           | 1           | 38     | 8      |
| 1971-1972       | Juventus        | A               | 23         | 5          | CI              | 9               | 1               | CU                 | 7                  | 4                  | -           | -           | -           | 39     | 10     |
| 1972-1973       | Juventus        | A               | 18         | 2          | CI              | 10              | 2               | CC                 | 7                  | 1                  | -           | -           | -           | 35     | 5      |
| Totale Juventus | Totale Juventus | Totale Juventus | 116        | 21         |                 | 27              | 4               |                    | 28                 | 7                  |             | 3           | 1           | 174    | 33     |
| 1973-1974       | Augusta         | 2L              | 32+6       | 10+1       | -               | -               | -               | -                  | -                  | -                  | -           | -           | -           | 38     | 11     |
| 1974-1975       | Augusta         | 2L              | 29         | 9          | CG              | 2               | 0               | -                  | -                  | -                  | -           | -           | -           | 31     | 9      |
| 1975-1976       | Augusta         | 2L              | 16         | 2          | CG              | ?               | ?               | -                  | -                  | -                  | -           | -           | -           | 16+    | 2+     |
| 1976-1977       | Augusta         | 2L              | 2          | 0          | CG              | ?               | ?               | -                  | -                  | -                  | -           | -           | -           | 2+     | 0+     |
| 1977-1978       | Schwenningen    | 2L              | 2          | 0          | CG              | ?               | ?               | -                  | -                  | -                  | -           | -           | -           | 2+     | 0+     |
| 1978-1979       | Augusta         | 2L              | 15         | 2          | CG              | ?               | ?               | -                  | -                  | -                  | -           | -           | -           | 15+    | 2+     |
| Totale Augusta  | Totale Augusta  | Totale Augusta  | 185+       | 48+        |                 | 2+              | 0+              |                    | -                  | -                  |             | -           | -           | 187+   | 48+    |
| Totale carriera | Totale carriera | Totale carriera | 483+       | 117+       |                 | 36+             | 7+              |                    | 49                 | 14                 |             | 3           | 1           | 571+   | 139+   |

### Cronologia presenze e reti in nazionale
| Cronologia completa delle presenze e delle reti in nazionale ― Germania Ovest | Cronologia completa delle presenze e delle reti in nazionale ― Germania Ovest | Cronologia completa delle presenze e delle reti in nazionale ― Germania Ovest | Cronologia completa delle presenze e delle reti in nazionale ― Germania Ovest | Cronologia completa delle presenze e delle reti in nazionale ― Germania Ovest | Cronologia completa delle presenze e delle reti in nazionale ― Germania Ovest | Cronologia completa delle presenze e delle reti in nazionale ― Germania Ovest | Cronologia completa delle presenze e delle reti in nazionale ― Germania Ovest |
| Data                                                                          | Città                                                                         | In casa                                                                       | Risultato                                                                     | Ospiti                                                                        | Competizione                                                                  | Reti                                                                          | Note                                                                          |
| ----------------------------------------------------------------------------- | ----------------------------------------------------------------------------- | ----------------------------------------------------------------------------- | ----------------------------------------------------------------------------- | ----------------------------------------------------------------------------- | ----------------------------------------------------------------------------- | ----------------------------------------------------------------------------- | ----------------------------------------------------------------------------- |
| 24-9-1958                                                                     | Copenaghen                                                                    | Danimarca                                                                     | 1 – 1                                                                         | Germania Ovest                                                                | Amichevole                                                                    | -                                                                             | 80’                                                                           |
| 26-10-1958                                                                    | Colombes                                                                      | Francia                                                                       | 2 – 2                                                                         | Germania Ovest                                                                | Amichevole                                                                    | -                                                                             |                                                                               |
| 19-11-1958                                                                    | Berlino Ovest                                                                 | Germania Ovest                                                                | 2 – 2                                                                         | Austria                                                                       | Amichevole                                                                    | -                                                                             |                                                                               |
| 21-12-1958                                                                    | Augusta                                                                       | Germania Ovest                                                                | 3 – 0                                                                         | Bulgaria                                                                      | Amichevole                                                                    | -                                                                             | 46’                                                                           |
| 20-5-1959                                                                     | Amburgo                                                                       | Germania Ovest                                                                | 1 – 1                                                                         | Polonia                                                                       | Amichevole                                                                    | -                                                                             |                                                                               |
| 23-3-1960                                                                     | Stoccarda                                                                     | Germania Ovest                                                                | 2 – 1                                                                         | Cile                                                                          | Amichevole                                                                    | 1                                                                             |                                                                               |
| 27-4-1960                                                                     | Ludwigshafen am Rhein                                                         | Germania Ovest                                                                | 2 – 1                                                                         | Portogallo                                                                    | Amichevole                                                                    | -                                                                             |                                                                               |
| 11-5-1960                                                                     | Düsseldorf                                                                    | Germania Ovest                                                                | 0 – 1                                                                         | Irlanda                                                                       | Amichevole                                                                    | -                                                                             |                                                                               |
| 3-8-1960                                                                      | Reykjavík                                                                     | Islanda                                                                       | 0 – 5                                                                         | Germania Ovest                                                                | Amichevole                                                                    | -                                                                             |                                                                               |
| 20-11-1960                                                                    | Atene                                                                         | Grecia                                                                        | 0 – 3                                                                         | Germania Ovest                                                                | Qual. Mondiali 1962                                                           | 1                                                                             |                                                                               |
| 23-11-1960                                                                    | Sofia                                                                         | Bulgaria                                                                      | 2 – 1                                                                         | Germania Ovest                                                                | Amichevole                                                                    | -                                                                             |                                                                               |
| 8-3-1961                                                                      | Francoforte sul Meno                                                          | Germania Ovest                                                                | 1 – 0                                                                         | Belgio                                                                        | Amichevole                                                                    | -                                                                             |                                                                               |
| 20-9-1961                                                                     | Düsseldorf                                                                    | Germania Ovest                                                                | 5 – 1                                                                         | Danimarca                                                                     | Amichevole                                                                    | -                                                                             |                                                                               |
| 8-10-1961                                                                     | Varsavia                                                                      | Polonia                                                                       | 0 – 2                                                                         | Germania Ovest                                                                | Amichevole                                                                    | 1                                                                             |                                                                               |
| 22-10-1961                                                                    | Augusta                                                                       | Germania Ovest                                                                | 2 – 1                                                                         | Grecia                                                                        | Qual. Mondiali 1962                                                           | -                                                                             |                                                                               |
| 11-4-1962                                                                     | Amburgo                                                                       | Germania Ovest                                                                | 3 – 0                                                                         | Uruguay                                                                       | Amichevole                                                                    | 1                                                                             |                                                                               |
| 31-5-1962                                                                     | Santiago del Cile                                                             | Germania Ovest                                                                | 0 – 0                                                                         | Italia                                                                        | Mondiali 1962                                                                 | -                                                                             |                                                                               |
| 3-6-1962                                                                      | Santiago del Cile                                                             | Germania Ovest                                                                | 2 – 1                                                                         | Svizzera                                                                      | Mondiali 1962                                                                 | -                                                                             |                                                                               |
| 10-6-1962                                                                     | Santiago del Cile                                                             | Germania Ovest                                                                | 0 – 1                                                                         | Jugoslavia                                                                    | Mondiali 1962                                                                 | -                                                                             |                                                                               |
| 4-11-1964                                                                     | Berlino Ovest                                                                 | Germania Ovest                                                                | 1 – 1                                                                         | Svezia                                                                        | Qual. Mondiali 1966                                                           | -                                                                             |                                                                               |
| 4-5-1966                                                                      | Dublino                                                                       | Irlanda                                                                       | 0 – 4                                                                         | Germania Ovest                                                                | Amichevole                                                                    | 1                                                                             |                                                                               |
| 23-6-1966                                                                     | Hannover                                                                      | Germania Ovest                                                                | 2 – 0                                                                         | Jugoslavia                                                                    | Amichevole                                                                    | -                                                                             |                                                                               |
| 12-7-1966                                                                     | Sheffield                                                                     | Germania Ovest                                                                | 5 – 0                                                                         | Svizzera                                                                      | Mondiali 1966                                                                 | 2                                                                             |                                                                               |
| 16-7-1966                                                                     | Birmingham                                                                    | Argentina                                                                     | 0 – 0                                                                         | Germania Ovest                                                                | Mondiali 1966                                                                 | -                                                                             |                                                                               |
| 23-7-1966                                                                     | Sheffield                                                                     | Germania Ovest                                                                | 4 – 0                                                                         | Uruguay                                                                       | Mondiali 1966                                                                 | 2                                                                             |                                                                               |
| 25-7-1966                                                                     | Liverpool                                                                     | Germania Ovest                                                                | 2 – 1                                                                         | Unione Sovietica                                                              | Mondiali 1966                                                                 | 1                                                                             |                                                                               |
| 30-7-1966                                                                     | Londra                                                                        | Inghilterra                                                                   | 4 – 2                                                                         | Germania Ovest                                                                | Mondiali 1966                                                                 | 1                                                                             |                                                                               |
| 16-4-1969                                                                     | Glasgow                                                                       | Scozia                                                                        | 1 – 1                                                                         | Germania Ovest                                                                | Qual. Mondiali 1970                                                           | -                                                                             |                                                                               |
| 21-5-1969                                                                     | Essen                                                                         | Germania Ovest                                                                | 12 – 0                                                                        | Cipro                                                                         | Qual. Mondiali 1970                                                           | 2                                                                             |                                                                               |
| 22-10-1969                                                                    | Amburgo                                                                       | Germania Ovest                                                                | 3 – 2                                                                         | Scozia                                                                        | Qual. Mondiali 1970                                                           | -                                                                             |                                                                               |
| 11-2-1970                                                                     | Siviglia                                                                      | Spagna                                                                        | 2 – 0                                                                         | Germania Ovest                                                                | Amichevole                                                                    | -                                                                             |                                                                               |
| 8-4-1970                                                                      | Stoccarda                                                                     | Germania Ovest                                                                | 1 – 1                                                                         | Romania                                                                       | Amichevole                                                                    | -                                                                             | 60’                                                                           |
| 3-6-1970                                                                      | León                                                                          | Germania Ovest                                                                | 2 – 1                                                                         | Marocco                                                                       | Mondiali 1970                                                                 | -                                                                             | 46’                                                                           |
| Totale                                                                        |                                                                               | Presenze                                                                      | 33                                                                            |                                                                               | Reti                                                                          | 13                                                                            |                                                                               |

## Palmarès

Marchetti, Morini, Haller e Anastasi festeggiano la vittoria della Juventus nel campionato 1972-1973

### Club
- Campionato italiano: 3

Bologna: 1963-1964
Juventus: 1971-1972, 1972-1973